# Stepped Lake
Der Stepped Lake (englisch für Stufiger See; chinesisch 团结湖 Tuanjie Hu, deutsch ‚See der Einheit‘) ist ein See an der Ingrid-Christensen-Küste des ostantarktischen Prinzessin-Elisabeth-Lands. Er liegt in den Larsemann Hills. Während die Westhälfte sehr flach ist, fällt er im Osten bis auf eine Tiefe von 4 m ab.
Das Antarctic Names Committee of Australia benannte ihn 1987 deskriptiv.